# Deficiency love
La locuzione Deficiency love (abbreviata comunemente in D-Love) è stata coniata da Abraham Maslow nell'ambito dei suoi studi di psicologia umanistica. Si definisce Deficiency love, secondo Maslow, una relazione in cui ciascun partner dipende dall'altro per l'appagamento dei propri bisogni.

## Approfondimento
Si tratta un tipo di amore che è orientato all'appagamento (sulla base di un bisogno di appartenenza, di stima di sé, di sicurezza, o di potenza) ed è caratterizzato da dipendenza, possessività, mancanza di reciprocità e poca preoccupazione per il vero benessere dell'altro.
In italiano si trova anche citato come amore da carenza.

## D-Love e B-Love
Partendo dagli studi di Erich Fromm, Maslow contrappone il D-Love al B-Love (Being-Love), l'amore libero e non egoistico. Il D-Love diventa quindi la rappresentazione dell'ansia del possesso e dell'avere. Da questa distinzione nascono quindi due cognizioni, che dai punti di partenza traggono la definizione: cognizione B e cognizione D. La cognizione D che nasce dal D-Love è quella che chiude l'individuo in se stesso e lo lega ai propri bisogni.